# Ancora sei ore di vita
Ancora sei ore di vita (6 Hours to Live) è un film statunitense del 1932, diretto da William Dieterle. È un film drammatico a sfondo fantascientifico.

## Trama
A un summit internazionale sul commercio mondiale Paul Onslow, rappresentante dell'immaginaria repubblica di Sylvaria, è l'unico a votare no ad una risoluzione che non può essere accolta se non all'unanimità. Egli è convinto che la misura oggetto del dibattito, una volta resa effettiva, avrebbe avuto vasti effetti negativi, in particolare per la Sylvaria, ed accusa i rappresentanti degli altri paesi di agire solo in base al proprio tornaconto politico personale. L'opinione pubblica, d'altra parte, è male informata e ritiene che l'opposizione di Onslow possa essere addirittura foriera di guerra, mentre vengono organizzate manifestazioni di piazza contro di lui. Per questa sua presa di posizione, Paul Onslow ha molti nemici, e riceve spesso delle minacce di morte. La riunione viene riaggiornata per le 23 dello stesso giorno, per procedere ad una nuova votazione, nella sottaciuta speranza che il sylvariano sia in qualche modo impossibilitato a prendervi parte.
Lasciata l'assemblea, e dopo essere sfuggito ad un attentato, Paul si reca al palazzo del conte von Sturm, temporanea residenza sua e di due suoi aiutanti, dove più avanti si terrà un ricevimento. Fra la figlia del conte, Valery, e Paul sta nascendo una relazione amorosa, senza che quest'ultimo sia inizialmente a conoscenza che il proprio miglior amico Kark Kraus è da tempo spasimante della contessina. Nella residenza del conte sono presenti, fra gli altri, il commissario di polizia, che ha il compito di scortare Onslow al luogo di riunione all'ora stabilita, e il professor Otto Bauer col suo collaboratore.
Quando Paul Onslow viene inaspettatamente trovato morto nella propria camera, Bauer sottopone il cadavere ad un trattamento entro un marchingegno di sua invenzione, che lo riporta in vita, per quanto, come il professore spiega agli attoniti astanti, solo per 6 ore. Quando Onslow ritorna in vita mostra doti di chiaroveggenza, nonché dimostra di essere a conoscenza di tutto ciò che è accaduto accanto a lui mentre era morto: ha quindi l'angosciosa consapevolezza di avere solo poche ore di vita.
Mentre giungono gli invitati al ricevimento, Onslow trascorre il tempo rimastogli cercando di spingere, contro il proprio sentimento, l'allibita Valery (che nulla sa della resurrezione di Paul) nelle braccia di Karl, e ad intervenire alla votazione, per cui la perniciosa mozione viene respinta. Nell'aula del meeting egli ha infine un faccia a faccia col proprio atterrito assassino.
Onslow, infine, prima della sua morte “definitiva” (l'apparecchio del professore non può essere usato più di una volta sullo stesso soggetto), tornato a casa del conte, distrugge il macchinario di Bauer.

## Critica
Fantafilm scrive che i «principali motivi di interesse sono la firma del grande regista William Dieterle e la presenza di Warner Baxter, noto per aver portato sullo schermo il personaggio di "Cisco Kid"».